# Manuel Cerveira Pereira
Manuel Cerveira Pereira est un explorateur portugais du XVIIe siècle, gouverneur de l'Angola de 1603 à 1606 puis de 1615 à 1617.

## Biographie
Gouverneur de l'Angola (février 1603-octobre 1607), il y revient en 1615 pour y fonder le poste de Benguela. Il développe dans la région l'extraction minière du cuivre et de l'argent. 
Une rue de Ponte da Barca et une place de Lisbonne portent son nom.